# Zarak
Zarak és una pel·lícula d'aventures en Cinemascope britànica de 1957 basada en el llibre de 1949 The Story of Zarak Khan d'A.J. Bevan. Va ser dirigida per Terence Young amb l'ajuda de John Gilling i Yakima Canutt. Ambientada a la frontera del nord-oest del Raj britànic (tot i que filmada al Marroc), la pel·lícula és protagonitzada per Victor Mature, Michael Wilding i Anita Ekberg. Està doblada al català.

## Argument
Zarak Khan és el fill d'un cap que és sorprès abraçant una de les dones del seu pare, la Salma. El pare d'en Zarak els condemna a la tortura i a la mort, però un imam els salva. L'exiliat Zarak esdevé un cap de bandolers i un enemic de l'Imperi Britànic.

## Repartiment
- Victor Mature com Zarak Khan
- Michael Wilding com Maj. Michael Ingram
- Anita Ekberg com Salma
- Bonar Colleano com Biri
- Eunice Gayson com Cathy Ingram
- Finlay Currie com el Mul·là
- Peter Illing com Ahmad
- Bernard Miles com Hassu
- Eddie Byrne com Kasim
- Patrick McGoohan com Moor Larkin
- Frederick Valk com Haji Khan
- André Morell com Maj. Atherton
- Harold Goodwin com Sgt. Higgins
- Alec Mango com Akbar
- Oscar Quitak com Youssuff

## Desenvolupament
La pel·lícula està basada en un llibre de 1950 escrit per A.J. Bevan que contenia un pròleg del mariscal de camp William Slim. Segons Bevan, el veritable Zarak Khan era un afganès que va passar la major part de la seva vida lluitant contra els britànics a la frontera nord-oest als anys vint i trenta. Entre els seus crims hi havia l'assassinat d'un home sant. Finalment es va rendir i va ser condemnat a cadena perpètua a les illes Andaman. Tanmateix, quan els japonesos van ocupar les illes, va romandre a la seva cel·la.
Finalment, Khan va rebre una suspensió de la seva condemna i va treballar per als britànics a Birmània. El 1943 dirigia una patrulla quan el seu oficial britànic va ser assassinat en una emboscada. Va observar una altra patrulla britànica atacada pels japonesos i va enviar missatgers per convocar una força de Gurkhes. Per evitar que els japonesos s'escapessin amb els seus presoners abans que arribessin els Gurkhes, els va atacar sol i va matar o ferir sis soldats abans de ser vençut. Es va negar a ser decapitat i va insistir a ser degollat viu per guanyar temps per permetre l'arribada dels Gurkhes.
Warwick Films va comprar els drets de la pel·lícula el 1953. El productor Irving Allen va dir que estava més interessat en el personatge de Zarak Khan que en els esdeveniments descrits al llibre. Estava contemplant canviar la nacionalitat de Khan per oferir el paper a Errol Flynn, però finalment va decidir convertir la pel·lícula en un relat de ficció ambientat al segle xix. L'escriptor habitual de Warwick, Richard Maibaum, va escriure el guió.

## Producció
El rodatge va començar al Marroc l'1 de novembre de 1955 amb Yakima Canutt a càrrec de la segona unitat. Victor Mature, sota un acord de dues imatges amb Warwick, es va unir a la producció el 19 de novembre.
Ted Moore, que va gestionar part de la fotografia de Technicolor/CinemaScope, més tard va realitzar un treball similar a les primeres pel·lícules de James Bond, i el director d'art John Box i la dissenyadora de vestuari Phyllis Dalton van guanyar més tard els Oscars pel seu treball a Doctor Jivago. Richard Maibaum, que va adaptar la novel·la d'A. J. Bevan, va adaptar novel·les d'Ian Fleming com Dr. No, From Russia, with Love i Goldfinger. El director Terence Young i el coproductor Albert R. Broccoli van fer els mateixos papers a les primeres pel·lícules de Bond.
Bob Simmons, que va actuar i doblar diverses estrelles a la pel·lícula, va assenyalar que Mature es va negar a muntar a cavall. Quan el seu doble d'acrobàcies Jack Keely va morir en un accident de cavall al plató, Mature va insistir a pagar personalment el seu funeral.
La popular cantant Yana va cantar la seva exitosa cançó "Climb Up the Wall" a la pel·lícula.
El treball d'estudi va tenir lloc a Elstree Studios.

## Estrena
El pòster original de la pel·lícula va ser criticat per la Cambra dels Lords per "limitar amb l'obscè" i va ser prohibit al Regne Unit.

## Llegat
Les seqüències d'acció van reaparèixer a El bandit de Zhobe (1958) i Rebel·lió a l'Índia (1965) de John Gilling. La pel·lícula es va tornar a fer a l'Índia com Zarak Khan (1963), protagonitzada per Paidi Jairaj i Chitra.